# غريت ويسترن ريلوي
كانت شركة غريت ويسترن ريلوي (بالإنجليزية: Great Western Railway)‏ أو اختصارا GWR شركة سكك حديدية بريطانية ربطت لندن مع جنوب غرب وغرب إنجلترا، ووست ميدلاندز ومعظم ويلز. تأسست الشركة في عام 1833، وحصلت على قانون التمكين الصادر عن البرلمان في 31 أغسطس 1835 وشغلت أول قطاراتها في عام 1838. تم تصميمه بواسطة إسامبارد كينجدم برونيل، الذي اختار مقياسًا عريضًا يبلغ 7 ft 01⁄4 in (2٬140 mm) -اتسعت قليلاً لاحقًا إلى 7 ft 01⁄4 in (2٬140 mm)- ولكن، من عام 1854، شهدت سلسلة من عمليات الدمج أنها تعمل أيضًا 1٬435 mm/4 ft 81⁄2 in قطارات قياسية؛ تم تشغيل خدمات القياس العريض الأخيرة في عام 1892.
كانت غريت ويسترن هي الشركة الوحيدة التي احتفظت بهويتها من خلال قانون السكك الحديدية لعام 1921، الذي دمجها مع السكك الحديدية المستقلة المتبقية داخل أراضيها، وتم دمجها أخيرًا في نهاية عام 1947 عندما تم تأميمها وأصبحت المنطقة الغربية للسكك الحديدية البريطانية.
تم تسمية غريت ويسترن من قبل البعض «سكة حديد الرب الرائعة» والبعض الآخر بـ "Great Way Round" ولكنها اشتهرت باسم "Holiday Line"، حيث تنقل العديد من الأشخاص إلى منتجعات بحر المانش وقناة برستل في غرب البلاد وكذلك في أقصى الجنوب الغربي لإنجلترا مثل توركاي في ديفون ومينهيد في مقاطعة سومرست ونيوغواي وسانت ايفيس في كورنوال. تم طلاء قاطرات الشركة، التي تم بناء العديد منها في ورش الشركة في سويندون، باللون الأخضر الربيعي، بينما استخدمت في معظم فترات وجودها طلاء بلونين «شوكولاتة وكريم» لمدربي الركاب. تم طلاء عربات البضائع باللون الأحمر ولكن تم تغييرها لاحقًا إلى اللون الرمادي المتوسط.
تضمنت قطارات الشركة خدمات سريعة لمسافات طويلة. كما قامت بتشغيل العديد من الخدمات في الضواحي والريف، بعضها يعمل بواسطة محركات السكك الحديدية البخارية أو القطارات الآلية. كانت الشركة رائدة في استخدام عربات بضائع أكبر حجمًا وأكثر اقتصادية من المعتاد في بريطانيا. كانت تدير شبكة من طرق السيارات (الحافلات)، وكانت جزءًا من خدمات السكك الحديدية الجوية، وتمتلك السفن والموانئ والفنادق.